# Русский альбом
«Русский альбом» — второй сольный студийный альбом Бориса Гребенщикова (БГ), вышедший в 1992 году.

## История создания
В записи альбома участвовали музыканты группы «БГ-Бэнд» — акустического формирования, организовавшегося после распада первого состава «Аквариума». Материал к альбому был написан приблизительно за пять месяцев во время поездок Гребенщикова с группой и в одиночку по всей России от Сибири до Соловецких островов. Работа над альбомом началась после Рождества 1992 года и проходила на протяжении января—февраля в Москве, в студии Дома Радиовещания на улице Качалова. В середине ноября 1992 года альбом был выпущен фирмой Сергея Курёхина «Курицца Рекордс» в виде виниловой пластинки без бонус-треков и без названий группы и самого альбома на обложке.
Борис Гребенщиков об альбоме:
Началось всё с «Государыни» и «Никиты». Мы сидели с Рюшей, Щураковым и Дедом в ДК Связи и впервые за много лет репетировали. Дедушка сказал: «Отчего бы нам не съездить с концертом в Казань?». Эта простая фраза повлекла за собой полтора года гастролей и коренной поворот в музыке.

Репертуар пришлось изобретать на ходу; часто — прямо перед концертом; нужно было оставить как можно больше пространства между собой и Аквариумом… За время весенне-летне-осенних гастролей и написался «Русский Альбом».
(Гребенщиков, Б. Б. Краткий отчёт о 16 годах звукозаписи. 1997)
«Русский альбом» стал первой пластинкой БГ после возвращения в 1990 году из Лондона и представил слушателям совершенно нового Гребенщикова. Композиции альбома основывались на русских песенных традициях и, таким образом, «Русский альбом» стал своеобразной смесью рока и фолка:
Пожалуй, единственным альбомом в истории советской музыки раннего периода  — если не считать каких-нибудь контркультурных акций, канувших в Лету, — имеющим какое-либо непосредственное отношение к тому, что именуется «dark-folk» или «folk noir», был «Русский альбом» Гребенщикова (который в ту пору увлекался творчеством Дэвида Тибета), наполненный заимствованиями и ссылками на Current 93 (так когда-то «Сергей Ильич» ознакомил население Страны Советов с «Cat Black» Болана), хотя как раз-то этот альбом как «дарк-фолк» совсем не воспринимается…
(Из статьи «England was burning… а Россия горит по-своему»)

## Оформление обложки
- Фото — Александр Липницкий, Андрей «Вилли» Усов.
- Художник (оригинальная обложка альбома) — Виталий Вальге.

На лицевой странице обложки помещено изображение птицы с человеческой головой в орнаменте, выполненное Виталием Вальге. Очевидно, имеется в виду Сирин, Алконост или Гамаюн из записанной на альбоме композиции «Сирин, Алконост, Гамаюн».
На обратной стороне обложки после списка песен присутствует расшифровка тогдашнего состава группы:
| БГ = БГ + САКМАРОВ + ЩУРАКОВ + БЕРЕЗОВОЙ + РЕШЕТИН + ТРОЩЕНКОВ |

Также написано: «Спасибо Волкову, Гайворонскому и Зубареву». Звукорежиссура — Ольга Горбунова и Олег Гончаров.

## Список композиций
Музыка и текст — БГ, кроме специально отмеченных.
1. Архистратиг (1:12) (О.Сакмаров) — инструментал
2. Никита Рязанский (2:41)
3. Государыня (3:08)
4. Ласточка (3:53)
5. Волки и вороны (8:14)
6. Заповедная песня (3:06)
7. Сирин, Алконост, Гамаюн (3:58)
8. Кони беспредела (6:04)
9. Елизавета (2:59)
10. Бурлак (4:05)
11. 25-й день Луны (1:37) (О.Сакмаров) — инструментал

### Бонус-треки
Присутствуют на диске «Антология — XII. Русский альбом» (2002).
1. Русская симфония (5:43) (Б.Гребенщиков — А.Гуницкий)
2. Ода критику (2:33)
3. Никон (3:23)
4. Генерал (2:59)
5. День радости (4:15)

- Композиции 1—11 записаны в Москве в январе—феврале 1992 года
- 12 и 13 — записаны на концерте в городе Киров 6 октября 1991 года (эти записи вошли в концертный сборник «Письма капитана Воронина»)
- 14 — в Петербурге, в БКЗ «Октябрьский» 5 августа 1992 года,
- 15 — на концерте во Дворце Пионеров в Петербурге 25 ноября 1992 года
- 16 — в июне 1991 года в Петербурге в студии на Фонтанке, 39

## В записи приняли участие
- БГ — вокал, акустическая гитара, электрогитара (10)
- Сергей Щураков — аккордеон, мандолина
- Олег Сакмаров — гобой, флейта
- Сергей Березовой — бас
- Андрей Решетин — скрипка
- Пётр Трощенков — ударные

+
- Алексей Зубарев — акустическая гитара (8)
- Вячеслав Гайворонский и Владимир Волков — труба и контрабас (7)
- Пётр Акимов — виолончель (7)

Примечание: партию тромбона на альбоме сыграл неизвестный музыкант из Государственного оркестра радио и телевидения, который репетировал в Доме радиовещания параллельно с музыкантами «БГ-бэнда».

## Переиздания
- 1993 — первое издание альбома на CD. К диску прилагались тексты песен «Бурлак» и «Волки и Вороны», переведённые на английский Джоном Ф.Байлином. Тираж альбома был отпечатан в Голландии, Швеции и Австрии[4].
- 1995 — альбом вышел в виде коллекционного издания на CD.
- 2001 — альбом выпущен на CD. Включает в себя три видеоклипа на песни «Никита Рязанский», «Государыня» и «Бурлак».
- 2002 — альбом переиздан на CD в рамках проекта «Антология». В этом издании к 11 основным композициям были добавлены ещё пять песен периода «БГ-Бэнда» (концертные и студийные записи 1991 и 1992 годов).

## Факты из истории создания
- В песнях и инструменталах «Русского альбома» часто используются православные образы, например, в песнях «Никита Рязанский», «Волки и вороны», «Кони беспредела», в названии вступительного инструментала «Архистратиг» (Архистратиг — Архангел Михаил).
- «Архистратиг» и «25-й День Луны» — инструменталы, сыгранные Олегом Сакмаровым на русской волынке и гобое, их Гребенщиков в последний момент решил сделать вступлением и финалом к альбому.
- Песня «Никита Рязанский» была написана в начале 91-го года в районе Чегета как впечатление от чтения «Жития святых» и инструментальных произведений «Led Zeppelin», сыгранных на семиструнных гитарах. Самого святого Никиты Рязанского никогда не существовало. Также на эту песню весной 1994 года Валерием Хаттиным был снят видеоклип с использованием компьютерной графики.
- Песня «Государыня» была написана на репетиционной базе уже не существовавшего тогда «Аквариума» в ДК Связи в апреле 1991 года. В 2003 году песня была перезаписана (совместно с музыкантами, входившими в БГ-бэнд) британским певцом Марком Алмондом для своего альбома «Heart On Snow».
- Песня «Ласточка» была написана за одно утро возле Ниловой пустыни, куда Гребенщиков отправился вместе с Сергеем Курёхиным, у которого была дача на озере Селигер.
- Большая часть песни «Волки и вороны» была написана на кухне в Москве в большом старом доме в районе улицы Пречистенки. Каждая новая строчка песни писалась, по утверждению Гребенщикова, с очередного похмелья.
- Песня «Сирин, Алконост, Гамаюн» была написана во время записи музыки к фильму «Красное на красном» Сергея Дебижева.
- «Кони беспредела» или «Бурлак», по смутному воспоминанию Гребенщикова, были написаны на гастролях в Саратове.
- Песня «Елизавета» была написана ещё в 1990 году во время записи демо для альбома «Radio London». В октябре 1992 года на эту песню был снят видеоклип. Аранжировка «Елизаветы» была изменена по сравнению с первоначальным вариантом.
- В окончательный вариант альбома не вошла песня «Сувлехим Такац», которая вышла позднее на альбоме «Кострома mon amour».
- Композитор и певец Дмитрий Степанович переложил «Русский альбом» для фортепиано и баса и исполнил его 20 октября 2006 года в Галерее искусства «Дом Ф. И. Шаляпина».
- В интервью, данном для книги «Знак кровоточия», Борис Гребенщиков рассказал о том, как смерть Александра Башлачёва повлияла на создание альбома:

 Безусловно, он поднимал пласт, в который я бы и не сунулся. И вообще не было бы «Русского альбома», если бы он был жив. Когда он умер, я ощутил, что мне на плечи ложится какая-то дополнительная часть груза. Вот он ушёл, и кому-то этот возок нужно тянуть. А я совершенно не хотел его тянуть, у меня на то не было ни малейшего желания. Но никуда уже было не деться. Получилось так, что, умерев, Башлачёв оставил этот возок без присмотра. И кому-то его придётся дальше двигать… Башлачёв начал, он эту штуку поднял и потащил, абсолютно один, и хотя я вроде бы в том же поле, но я — это что-то абсолютно другое. Музыкальная часть этого непонятно чего оставалась необработанной, и отсюда явился мой «Русский альбом». Башлачёв, безусловно, крёстный отец «Русского альбома» — без всякого, повторюсь, моего на то желания.— http://www.booksite.ru/bashlatchev/4_24.html